# Bari
Bari ( hallgat) az azonos nevű megye és egyben Puglia régió székhelye, Nápoly után Dél-Olaszország második legnagyobb városa (közigazgatásilag comune). A Bari-Bitontói főegyházmegye érseki  székvárosa.
Az Adriai-tenger partján fekvő, ma jelentős ipari és oktatási központot az illírek alapították egy kis félszigeten, amelyen ma az óváros áll. Jelentősége a római fennhatóság alatt nőtt meg, amikor a Via Traiana egyik fontos állomása, valamint a birodalom egyik jelentős kikötője volt. Később a longobárdok, a szaracénok és a bizánciak birtokolták, majd a normann hódításokkal a Szicíliai Királyság része lett. Amikor 1087-ben Myrából a városba hozták Szent Miklós ereklyéit, a város egyike lett Európa legjelentősebb keresztény központjainak. Az ereklyék elhelyezésére építették fel a San Nicola-bazilikát, amely a román kori építészet egyik legszebb alkotása. Az Anjou-ház, valamint az aragóniai királyok uralkodása alatt Bari gazdasági élete hanyatlásnak indult.
Virágkora a 16. századra, Aragóniai Izabella milánói hercegnő uralkodásának idejére tehető. A város fejlődésében jelentős szerepe volt Sforza Bona lengyel királynénak, aki megözvegyülve visszatért Bariba és élete végéig nagyvonalúan támogatta a város szellemi életét. A város a 19. század elejéig a középkori városfalak közé szorult. Joachim Murat nápolyi király rendelte el az új, rácsos utcahálózatú, a tiszteletére Murattianónak nevezett városnegyed felépítését. A fasiszta uralom idején alapították meg egyetemét és akkor létesítették neves vásárközpontját, a Fiera del Levantét. Napjainkban Puglia legjelentősebb gazdasági központja és Dél-Olaszország egyik legjelentősebb kikötője, úgy teher-, mint személyforgalom szempontjából.

## Fekvése
Bari az Adriai-tenger pugliai partjának nagyjából középső részén, a régió északkeleti részén fekszik, a hozzátartozó településekkel együtt mintegy 42 km hosszan. Egy legyezőszerűen elterülő tengerparti síkságon (Conca di Bari, jelentése Bari kagylója) fekszik, amely a szárazföld belseje, a Murgia felé enyhén emelkedik. A Murgia, a tenger, valamint az Ofanto és Fasano folyók közötti területet Terra di Barinak (jelentése Bari földje) nevezik. A történelmi óváros (Barivecchia) egy kis félszigeten helyezkedik el, amely egy sas fejéhez hasonlít, ezért gyakorta l’aquila barese (jelentése bari sas) néven emlegetik. Az óvárostól keletre levő öbölben van a város régi, míg a nyugati oldalon az új kikötője. Szomszédos települései Adelfia, Bitonto, Bitritto, Capurso, Giovinazzo, Gravina in Puglia, Modugno, Mola di Bari, Noicattaro, Triggiano és Valenzano.

## Geológiája
Puglia partvonalát, így Bari területét is, a pleisztocénben és a holocénben lerakódott tengeri üledékrétegek alkotják. A középső és felső pleisztocénben több tengerparti abráziós terasz jött létre. A holocén során két jelentős morfogenetikai fázis zajlott le. Az első és egyben legrégebbi fázis során (kb. 6000 éve) alakultak ki a homokos tengerparti strandok és a mögöttük elterülő dűneöv. A fiatalabb, kb. 2500 éve lezajlott fázis során eolikus homokformák rakódtak le. Régészeti és geomorfológiai tanulmányok arra engednek következtetni, hogy ez a fázis alacsony tengerszinthez köthető, amit aztán lassú tengerszint-emelkedés követett a jelenlegi szintig.

## Éghajlata
A városnak jellegzetes mediterrán éghajlata van, hosszú és meleg nyarakkal, valamint enyhe telekkel, kevés csapadékkal. A város mikroklímáját befolyásolják az Adriai-tenger felől érkező szelek is. A Köppen-féle éghajlatosztályozási rendszerben a C osztályba tartozik.
| Hónap                                       | Jan. | Feb. | Már. | Ápr. | Máj. | Jún. | Júl. | Aug. | Szep. | Okt. | Nov. | Dec. | Év   |
| ------------------------------------------- | ---- | ---- | ---- | ---- | ---- | ---- | ---- | ---- | ----- | ---- | ---- | ---- | ---- |
| Átlagos max. hőmérséklet (°C)               | 12,0 | 13,0 | 15,0 | 18,0 | 22,0 | 26,0 | 28,0 | 28,0 | 25,0  | 21,0 | 17,0 | 14,0 | 20,0 |
| Átlagos min. hőmérséklet (°C)               | 5,0  | 5,0  | 7,0  | 9,0  | 13,0 | 17,0 | 19,0 | 19,0 | 17,0  | 13,0 | 9,0  | 6,0  | 11,6 |
| Átl. csapadékmennyiség (mm)                 | 51   | 57   | 52   | 47   | 37   | 32   | 27   | 39   | 62    | 65   | 54   | 63   | 586  |
| Forrás: A bari meteorológiai állomás adatai |      |      |      |      |      |      |      |      |       |      |      |      |      |

## Történelme

### A város alapítása
A város története Magna Graecia alapításának idejére vezethető vissza, noha a régészeti feltárások során bronzkori eszközök is előkerültek, amik arra utalnak, hogy a település már jóval a görög telepesek érkezése előtt létezhetett. Az ókori történetírók szerint a várost a japigok alapították, Daidalosz fiának, Iapüxnek a leszármazottai. Ugyancsak szerintük a város nevét egy illír katonai vezetőről, Barionusról kapta. A történészek véleménye szerint a várost i. e. 1600 és 1150 között nem a japigok, hanem az illírek alapították. A régészeti kutatások során rekonstruálták, hogy a tulajdonképpeni város alapítása előtt ezen a területen egy néhány családból és házból álló kis falu állhatott a mai Barivecchia félszigetének északi részén.
Az első biztos történelmi emlékek Barium létezéséről az i. e. 4 századból származnak. A római hódítás előtt jelentősége eltörpült Gnathia és Rudiae, a Salentói-félsziget két jelentős ókori központja mellett. I. e. 181-ben került a Római Birodalom fennhatósága alá, és ettől kezdődően jelentősége is megnőtt. Stratégiai jelentőségét erősítette, hogy a Tarentumba és Brundisiumba vezető utak találkozásánál feküdt. Barium ekkor halászkikötő volt. Nero császár municipiummá tette, saját törvénykezéssel és intézményekkel rendelkezett.

### Bizánci fennhatóság alatt

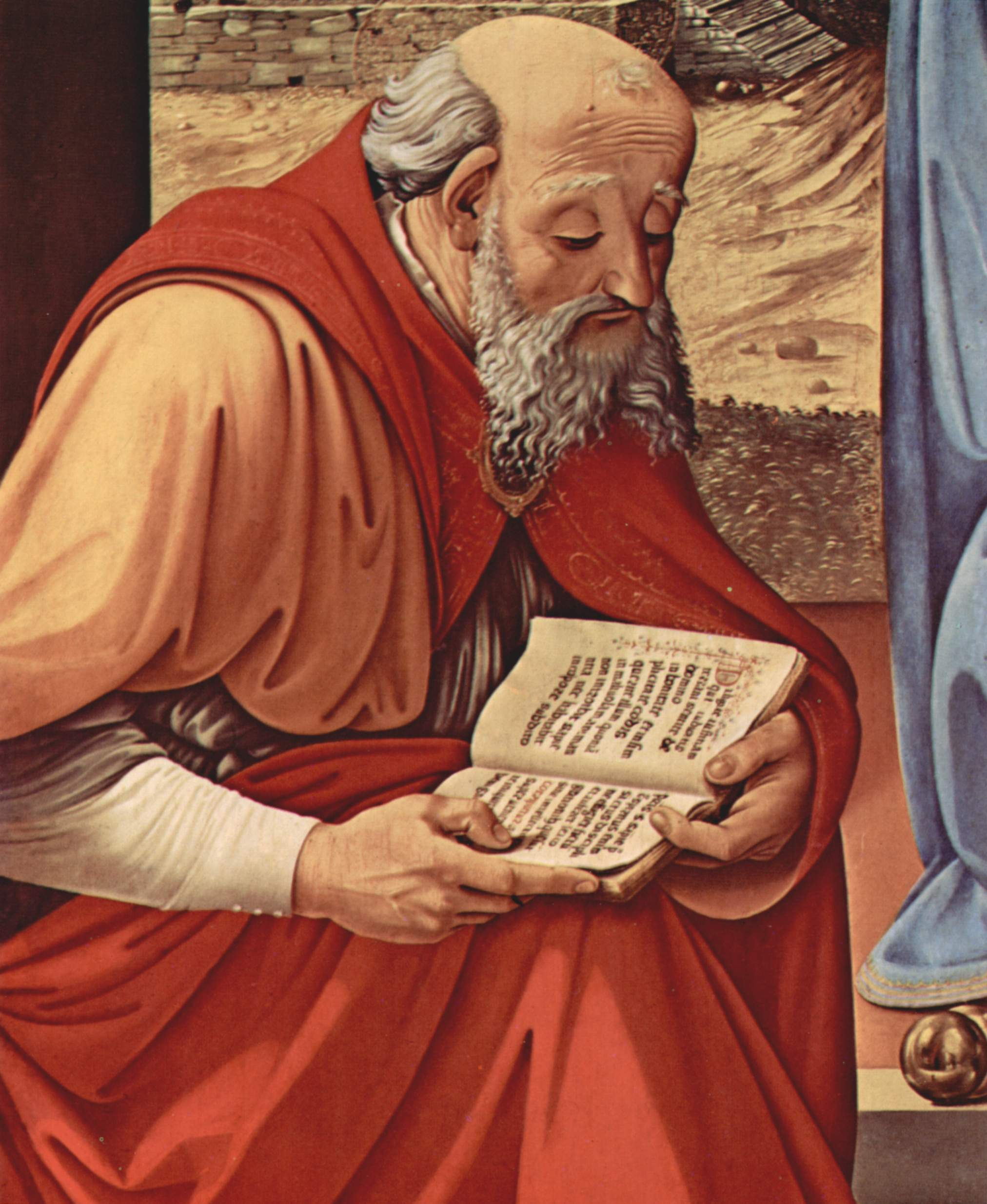
Szent Miklós (Piero di Cosimo festménye)

Bari püspökségéről az első írásos említés 347-ből származik, amikor Gervasius, a város püspöke részt vett a serdicai zsinaton. 530-ban a püspökséget érsekségi rangra emelték, és a konstantinápolyi pátriárkának lett alárendelve. A 9. század végéig a bizánci szertartásrend volt érvényben. 933-ban, IX. János pápa idején tért át a város lakossága a római szertartásrendre.
A Nyugatrómai Birodalom bukása után (i. sz. 476) Barit a gótok hódították meg. A 6. század elején I. Justinianus bizánci császár seregei foglalták el, az Itália visszaszerzésére indított háborúk során. A bizánci fennhatóságot a longobárdok, majd a szaracénok váltották. A longobárdok 730-ban foglalták el a várost, élére egy gastaldust (hercegi rangú városvezető) állítottak, aki a beneventói hercegnek volt alárendelve. Bari volt a longobárdok legdélebbi tartománya, a Salentói-félsziget déli része a bizánciak fennhatósága alatt maradt. A longobárdok idején alkották meg a város törvénykönyvét, a Consuetudines Barensest, amely példaképül szolgált más dél-itáliai városok számára. A Dél-Itália partjai mentén fekvő városokat folyamatosan fenyegették a szaracén kalózok. Barit először 839–840-ben fosztották ki. 847-ben az Észak-Afrikából származó szaracénok elfoglalták a várost, és egy kis emírséget alapítottak, s a városban mecsetet is építettek. Tekintve, hogy a földrajzi közelség miatt Bari kereskedői jó viszonyt ápoltak az afrikai és közel-keleti arabokkal, a muszlim kultúra (kiváltképpen az építészet) egyes elemei mélyen meggyökereztek a városban. A szaracénok folyamatosan hadban álltak a longobárd Beneventói Hercegséggel, illetve a Bizánci Birodalommal.
A szaracénok javára jelentős területeket elveszítő Bizánci Birodalom Taranto visszafoglalása után hadjáratot indított Bari visszafoglalására is. A közös velencei és bizánci flottát azonban visszaverték. A kereszténységet féltve, I. Lothár római császár a fia, a későbbi II. Lajos vezetésével felszabadító sereget küldött Apuliába, de 852-ben vereséget szenvedett. 866-ban II. Lajos újabb hadjáratot tervezett. A bizánciakkal kötött szövetséget, amelynek értelmében a segítségért cserébe felajánlotta leánya kezét a bizánci császár fiának. 869-ben a négyszáz hajóból álló bizánci flotta Dél-Itália partjainál vetett horgonyt, de a beígért menyasszony helyett egy maréknyi katonát talált csak. Ekkor felbontották a szerződést, és a flotta elvonult. A császár a bizánciakat viszont késéssel vádolta.
A várost 871-ben ismét megostromolták Lajos seregei, ezúttal a longobárdokkal szövetkezve. Az emírt Beneventóba hurcolták, a város élére pedig ismét longobárd gastaldus került. A longobárd uralom azonban rövid életű volt, mert 875-ben, II. Lajos halála után a bizánciak elfoglalták. A nagy területnyereséggel Barit a bizánciak Dél-Itália fővárosának nevezték ki, és noha a vidék folyamatos fenyegetettség alatt állt a longobárdok részéről, a bizánciak által meghonosított görög kultúra virágzott. A város élére egy katapánt (főkormányzót) neveztek ki. A bizánciak uralmát tovább gyengítették a folyamatos szaracén támadások is. Mivel az egy időben tengeren és szárazföldön való védekezés óriási pénzösszegeket emésztett fel, a bizánciak kiegyeztek a szaracénokkal, és 967-től kezdődően adót fizettek nekik a békéért cserébe. 1002-ben III. Ottó német-római császár seregei Bari alá vonultak, hiszen a császárnak a városban kellett volna fogadnia feleségét, a bizánci császár leányát, Zoét. A császár seregeit azonban a várost visszafoglalni szándékozó szaracénok támadták meg. A harcokban maga a császár is elesett, s végül a város bevételét a velencei flotta segítségével sikerült megakadályozni.
1009-ben Melus (Meles Barensis) vezetésével vallási és főként gazdasági okok miatt felkelés tört ki a bizánci hatalom ellen, amely átterjedt szinte az egész Apulia területére. A felkelőket a normannok segítették, akik fokozatosan terjesztették ki hatalmukat a vidékre. Ezt látva azonban Melus fia, Argürosz átállt a bizánciak oldalára, és a pápai állammal szövetkezve megpróbált fellépni a normannok ellen. A pápai seregek a civitatei csatában azonban alulmaradtak, így a normannoknak sikerült hatalmukat megszilárdítani Dél-Itáliában. Bari, mint az utolsó bizánci város Apuliában, 1071-ben került normann fennhatóság alá és ettől kezdve önálló hercegi székhely lett.

### Normann és Stauf-fennhatóság alatt
1087-ben a kis-ázsiai Myrából bari tengerészek a városba hozták Szent Miklós ereklyéit. 1089-ben II. Orbán pápa jelenlétében felszentelték kriptáját a bazilikában, és elhelyezték benne az ereklyéket. Bariba hamarosan a világ minden sarkából érkeztek zarándokok. 1098-ban II. Orbán pápa összehívta a bari zsinatot, egyikét azon zsinatoknak, amelyeken a keleti és nyugati egyházak kibékítésével és újraegyesítésével próbálkoztak.
Miután 1135-ben II. Roger felosztotta királyságát fiai között, III. Lothár német-római császár két hadsereget küldött Dél-Itáliába. Májusban elkezdődött Bari ostroma. Az egy hónapig tartó harcok után a város elesett. A hadsereg elvonulása után azonban II. Roger felmentő sereget küldött. A várost a németeknek átadó elöljárókat kegyetlen módon kivégezték. 1117-ben meggyilkolták a város érsekét, és ez okot adott arra, hogy a normann uralommal elégedetlen tengerészek, kereskedők fellázadjanak. A hatalmat Grimoald, longobárd herceg szerezte meg. Megerősítette Bari kapcsolatait a Bizánci Birodalommal és a Velencei Köztársasággal, és hozzájárult Szent Miklós kultuszának terjedéséhez is, saját magát pedig a Gratia Dei et beati Nikolai barensis princeps (Isten és Szent Miklós kegyelméből Bari hercege) címen emlegette. II. Roger szicíliai király azonban rövid időn belül (1132) ismét helyreállította a rendet. A város lakosai utódja, I. Vilmos király ellen is fellázadtak, és kifosztották a várat. A király válasza kegyetlen volt: seregei feldúlták a várost, kifosztották a templomokat, és a város lakosságának nagy részét menekülésre késztették. Bari tíz év alatt épült újjá. II. Vilmos uralkodása idején a város gazdasági élete fellendült. Dél-Itália más területeivel együtt Bari is a Stauf Szicíliai Királyság része lett a 12. század végén. A város ebben az időszakban élte virágkorát. II. Frigyes várkastély építtetett, amely részben a külső támadások elleni védelemre, részben a bari lakossággal szemben gyanút tápláló uralkodó számára ellenőrzési lehetőségként szolgált.

### A Nápolyi Királyságban

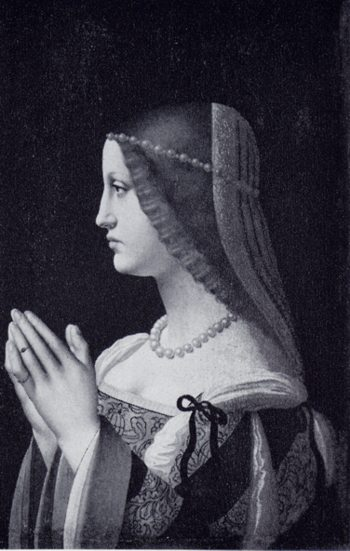
Sforza Bona lengyel királyné

A város hanyatlása a királyságban uralkodó politikai viszályok idején kezdődött el, amikor IV. Orbán pápa az Anjou-házból származó I. Károlyt nevezte ki a trónra a Stauf-trónörökössel, Manfréddal szemben. 1354-ben I. Johanna királynő Barit, Giovinazzót, Molfettát, Biscegliét és Tranit második férje, Tarantói Lajos testvérének, Róbert, tarantói hercegnek adományozta. Róbert 1364-ben bekövetkezett halála után a birtokot testvére, II. Fülöp szerezte meg. Halála után I. Fülöp lánya Margit rendelkezett a birtok felett, akinek fia, Balzo Jakab révén rövid ideig a Del Balzo nemesi család tulajdonába került. A gyermektelen Jakab halála után ismét koronabirtok lett. 1439-ben Giovanni Antonio del Balzo Orsini, Taranto hercege elfoglalta a várost, és kinevezte magát Bari hercegének.
1442-ben a Trastámara-házból származó I. Alfonz szerezte meg a nápolyi koronát. Fia, I. Ferdinánd, megköszönve a milánóiak támogatását a trónjának megőrzéséért folytatott harcokban, a Bari Hercegséget a Sforza-családnak ajándékozta.
A hercegség 1499-ben Aragóniai Izabella milánói hercegnő birtokába került. Uralkodása idején a város ismét fejlődésnek indult: átszervezték a közigazgatást, a kulturális élet virágzott, és a hercegnő meghonosította a más hercegségek udvaraiban divatos reneszánsz szokásokat is. Halála után, 1524-ben Bona Sforza szerezte meg, aki ekkor már lengyel királyné volt. A királyné számos bari mesterembert magával vitt a krakkói királyi udvarba, ahol fontos pozíciókba helyezte őket. Bona Sforza a bari várban hunyt el, és a Szent Miklós-bazilikában helyezték örök nyugalomra.
Bona Sforza halála után a hercegség ismét visszakerült a nápolyi koronához, amelyet 1503 óta a spanyol királyok megbízásából alkirályok irányítottak. Az alkirályság korszaka Dél-Itália egyik legsötétebb időszaka volt: zaklatás, megfélemlítés, erőszak, rablás, gyilkosságok, kemény adók jellemezték a mindennapi életet. Mindezt nehezítették a Földközi-tengeren egyre jobban terjeszkedő törökök, akik többször is megtámadták és kifosztották az apuliai településeket, a lakosságot pedig rabszolgasorsba döntötték. Bari népe Paolo Ribecco vezetésével fellázadt a hatalom ellen, de sikertelenül, és a királyi csapatok romba döntötték a várost. Mindezt csak tetőzte az 1656-ban kitört pestisjárvány, amely a város lakosságának kétharmadát elpusztította. A spanyol hatalomnak a spanyol örökösödési háború vetett véget, amikor a Nápolyi Királyságot az osztrák Habsburgok szerezték meg.

### A Bourbonoktól az egyesült Olasz Királyság létrehozásáig
1734-ben a lengyel örökösödési háború következményeként a nápolyi trónra III. Károly spanyol király került. Uralkodása idején Bari ismét fejlődésnek indult. A városi életet a 18. században a nemesség és a klérus, valamint a gazdagok és a szegények közötti szakadék jellemezte. Ebben a században indult fejlődésnek a tudományos élet is, amit többek között Alessandro Maria Calefati (régész), Domenico del Re (orvos, matematikus), Giacinto Gimma (író), Niccolò Piccinni (zeneszerző) neve fémjelzett. 1798-ban a francia forradalom eszmeiségére támaszkodva kitört a forradalom Nápolyban, és kikiáltották a tiszavirág-életű Parthenopéi Köztársaságot. A város fejlődésében fordulópontot jelentett a Nápolyi Királyság elfoglalása Napóleon seregei által. Joachim Murat, a Napóleon által kinevezett új király (egyben sógora is) 1808-ban elrendelte a város egyik új negyedének felépítését, amelyet napjainkban is Murattiano néven ismernek. Ezáltal kiemelte a várost a több századon keresztül tartó hanyatlásból. Ekkor bővítették a kikötőt is, ami révén Bari a régió legjelentősebb kereskedelmi központjává vált. 1816-ban a királyság ismét visszakerült a Bourbonok fennhatósága alá, majd 1860-ban a királysággal együtt az újonnan alapított Olasz Királyság része lett.

### Az egyesítés után

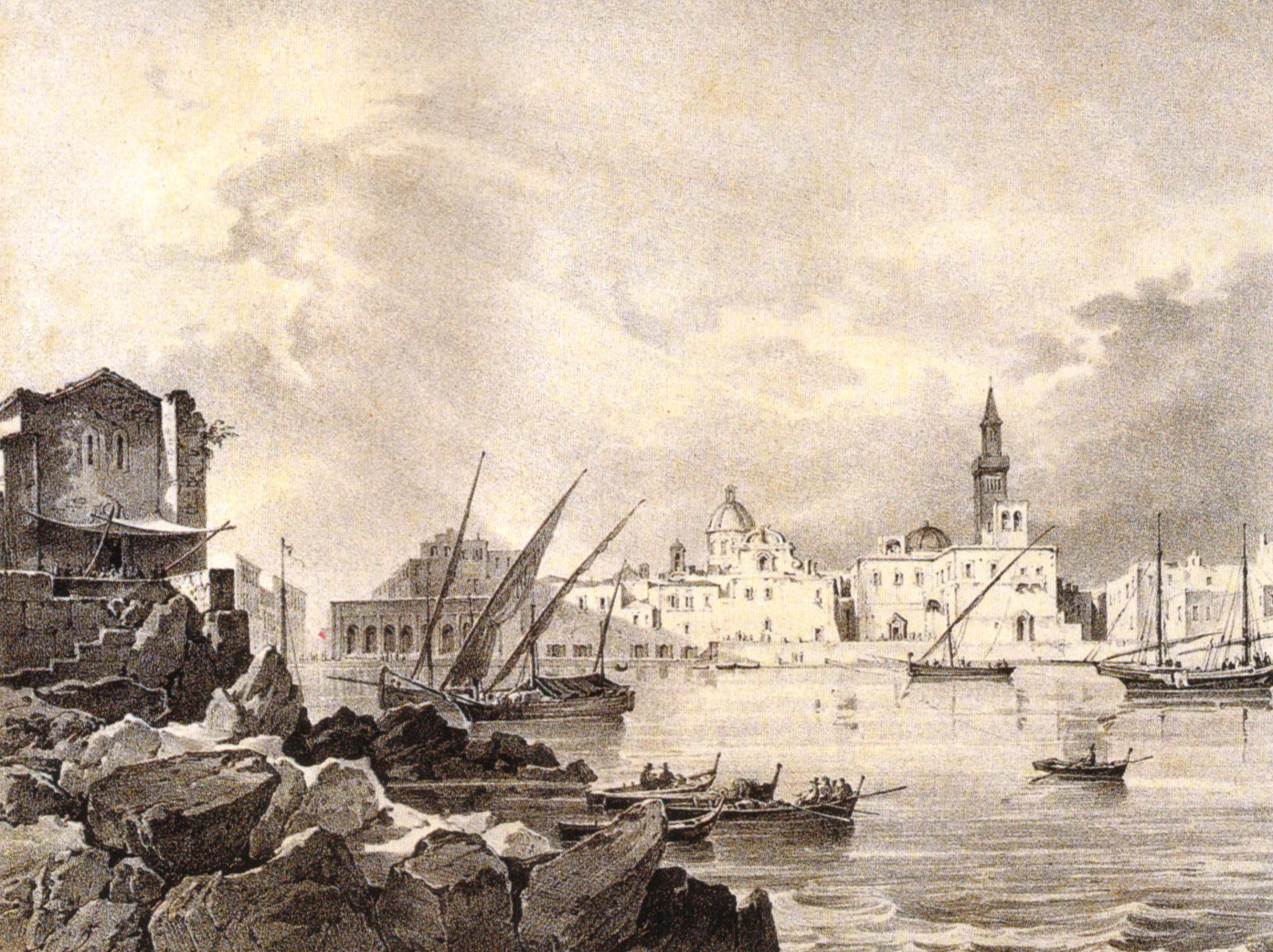
Bari kikötője a 19. században

A város életének egyik meghatározó eseménye volt a Bari–Brindisi-vasútvonal megnyitása 1865-ben, ami által kereskedelmi potenciálja még inkább nőtt. Az egyesülés azonban nem minden téren hozott jó irányú változást. A 19. század utolsó évtizedeiben, a Dél-Olaszországot sújtó és egyre inkább elmélyülő általános szegénységre való válaszként megszületett a brigantaggio (rablóbandák). A francia és olasz kereskedelmi háborúk miatt súlyos gazdasági válság lépett fel, aminek következtében megindult a lakosság elvándorlása Észak-Olaszország, Európa más államai, valamint Észak-Amerika felé. A 20. század elején két alkalommal is súlyos árvizek pusztították (1906-ban és 1926-ban). A 20. század első felében, különösen a két világháború közötti időszakban a város gazdasági életén jelentőset lendített az iparosítás, ami által a kivándorlás folyamatát sikerült megállítani. A város fejlődésének egyik jele, hogy 1925-ben megnyitotta kapuit Bari első egyeteme, az Università Adriatica. A fasiszták hatalomra kerülését követően, 1929-ben, a városban építették fel Olaszország egyik legnagyobb vásárközpontját, a Fiera del Levantét, és Barit „a kelet kapujaként” emlegették a Földközi-tenger keleti részében fenntartott kiterjedt kereskedelmi kapcsolatai miatt.

### A második világháborúban
A második világháború alatt jelentős partizánmozgalom bontakozott ki a németek ellen. Bari a világháború egyik tragikus eseményének volt színhelye 1943. december 2-án, amikor a már szövetséges csapatok kezén lévő várost a német Luftwaffe bombázta. Ekkor találat érte a John Harvey nevű szövetséges hadihajót is, amely nagy mennyiségű mustárgázt szállított, arra az esetre, ha a német csapatok vegyi fegyvereket is bevetnének a háborúban. A kiszabadult mustárgáz számos halálos áldozatot követelt, mivel a helyi hatóságok és orvosok sem tudtak létezéséről, így nem tudtak időben intézkedni. Winston Churchill parancsára az összes aktát és feljegyzést megsemmisítették, így a tragédia oka sok évig ismeretlen maradt. A halálos áldozatok pontos számáról konkrét adatok nincsenek, a különböző feltételezések száztól néhány ezerre teszik számukat.

### A modern Bari
A 20. század második felében a város gyors és kaotikus fejlődésnek indult, az 1980-as és 1990-es években a lakosság száma elérte a 400 000 főt. A gazdasági élet átalakult, az ipar egyre inkább visszaszorult a kereskedelem és a tercier szektor javára, mindemellett Bari Brindisi és Taranto mellett Puglia régió vezető ipari központja maradt. Földrajzi helyzete miatt a Kelet-Európából és Észak-Afrikából érkező menekültek, bevándorlók egyik célpontja. Az óvárost a 21. század elején újították fel és kapcsolták be az európai turisztikai körforgalomba. Kiépült a repülőtér, valamint a gyorsvasúthálózat is.

## Népessége
A város lakossága 2009. január 1-jén 322 511 fő volt, ebből 155 191 férfi és 167 320 nő.
A lakosság kor szerinti megoszlása:
- 0–14 év között: 43 734 fő (ebből 22 861 férfi, 20 873 nő),
- 15–64 év között: 216 000 fő (ebből 105 891 férfi, 110 109 nő),
- 65 év felett: 62 777 fő (ebből 26 439 férfi, 36 338 nő).

A lakosság számának alakulása

Bari lakossága nagyon homogén. A 20. század végén több hullámban érkeztek ugyan illegális bevándorlók, így az albánok (akik Olaszország legdinamikusabban fejlődő kisebbségét képezik), de a lakossága döntő többsége olasz. Bariban 2007. december 31-én a bevándorlók száma 6172 fő volt. A legtöbben a következő országokból érkeztek:
| - Albánia – 1343 - Mauritius – 935 - Kína – 423 - Románia – 376 - Eritrea – 369 | - Banglades – 236 - Fülöp-szigetek – 228 - Görögország – 159 - Marokkó – 127 - Ukrajna – 125 |

### A bari dialektus
A bari dialektus (olaszul barese) közel kétmillió ember által használt újlatin (délolasz) nyelvjárás, közelebbről az italodalmát nyelvekhez tartozik, szoros rokonságban a nápolyi nyelvváltozatokkal áll.

### Vallási élet
Bari lakosságának túlnyomó része római katolikus keresztény. A városban található a Bari-bitontói Főegyházmegye központja, amelyhez 21 község 125 plébániája tartozik. A bari érsek egyben a Bari Egyháztartomány metropolitája is. Az egyháztartománynak további négy egyházmegye van alárendelve: az Altamura-Gravina-Acquaviva delle Fonti Egyházmegye, az Andriai Egyházmegye, a Conversano-Monopoli Egyházmegye és a Molfetta-Ruvo-Giovinazzo-Terlizzi Egyházmegye. Az érsekség területére eső összlakosság 98,80%-a római katolikus. Bari védőszentje Szent Miklós, ünnepét május 8-án tartják.

## Közigazgatás

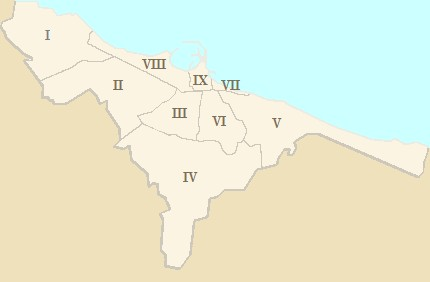
Bari kerületei

A mai Bari városszerkezete nagyrészt a 20. században alakult ki. Az évszázadok során többször is újjáépítették, a folyamatos fenyegetettség miatt (szaracénok, török kalózok stb.) az ókori városfalakon kívülre nem terjeszkedett. Első nagy bővítésére a 19. század első felében került sor, amikor Joachim Murat rendeletére egy új városnegyedet építettek fel, a „borgo nuovó”-t (azaz újvárost), amelyet alapítója után ma is „Murattianónak” neveznek.
1928-ban a környező településeket (Torre a Mare, Carbonara, Ceglie del Campo, Loseto, Palese, Santo Spirito) egyesítették a várossal, így létrejött Grande Bari (azaz Nagy-Bari). Ezek külön frazioneként léteztek Bari község keretén belül. 1970-ben azonban az összes Barihoz tartozó települést negyednek nyilvánították.
|      | Kerület                                       | Terület (km²) | Alegységek (negyedek)                                  |
| I    | Palese – Santo Spirito                        | 18,62         | Palese Macchie, Santo Spirito, Catino, San Pio         |
| II   | San Paolo – Stanic – Villaggio del Lavoratore | 20,14         | San Paolo, Stanic                                      |
| III  | Picone – Poggiofranco                         | 7,47          | Picone, Poggiofranco                                   |
| IV   | Carbonara – Ceglie – Loseto                   | 35,03         | Carbonara, Santa Rita, Ceglie del Campo, Loseto        |
| V    | Japigia – Torre a Mare                        | 18,77         | Japigia, Torre a Mare, San Giorgio, Sant’Anna          |
| VI   | Carrassi – San Pasquale                       | 7,70          | Carrassi, San Pasquale, Mungivacca                     |
| VII  | Madonnella                                    | 0,95          | Madonnella                                             |
| VIII | Libertà – Marconi – San Girolamo – Fesca      | 6,30          | Libertà, Marconi, San Girolamo, Fesca                  |
| IX   | Murat – San Nicola                            | 1,05          | Murat ("borgo Murattiano"), San Nicola (Città vecchia) |

## Látnivalók

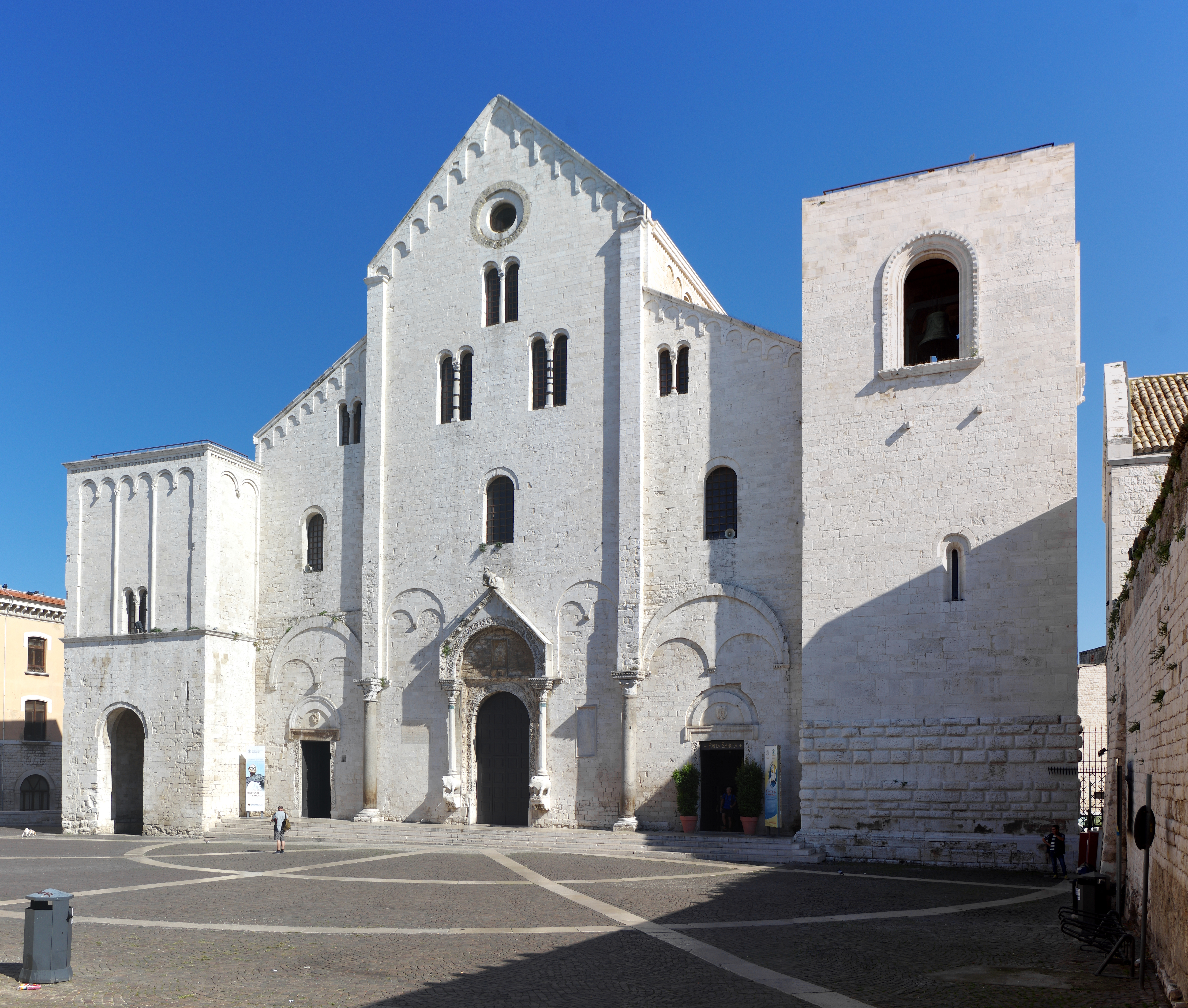
A San Nicola-bazilika

### Az apuliai romanika
A dél-itáliai normann hódítások jelentős változásokat hoztak a helyi építészetben is. Mivel Róma elkötelezett támogatói voltak az elfoglalt görög-bizánci területeken erőteljes latinizációba kezdtek. Ennek két fontos irányvonala volt: a bencések betelepítése a meghódított területekre, valamint nagyszabású egyházi építkezések támogatása. Ennek a kornak a meghatározó művészeti stílusirányzata Európában a romanika volt, amely visszanyúlt a klasszikus római építészethez, és annak stíluselemeit ötvözte. A stílus alapvető elemei a masszív falak és oszlopok, a kerekített boltívek és a lapos mennyezetek. Apuliában, így Bariban is, ez a stílus erősen ötvöződött a helyi bizánci és szaracén behatásokkal, ennek eredményeként a hagyományos, romanikára jellemző stíluselemek eklektikus módon más stíluselemekkel keveredtek, így váltak a hagyományosan kevésbé díszítettből erősen díszített formák. A festészetben továbbra is a bizánci stíluselemek érvényesültek, viszont a szobrászatban (amely elsősorban a katedrálisokhoz kötődött) erősen érezhetők az európai romanikától eltérő gazdag díszítések (virág- és állatmotívumok). Az apuliai romanika kiemelkedő alkotása a 11. században épült San Nicola-bazilika, amely mintaképül szolgált Trani, Barletta, Ruvo és Bitonto katedrálisai számára. A normann hatalom megszilárdulásával sem felejtődtek el ezen stíluselemek, mint ahogyan azt a később épült sipontói, troiai és molfettai katedrálisok is bizonyítják.

### Barivecchia

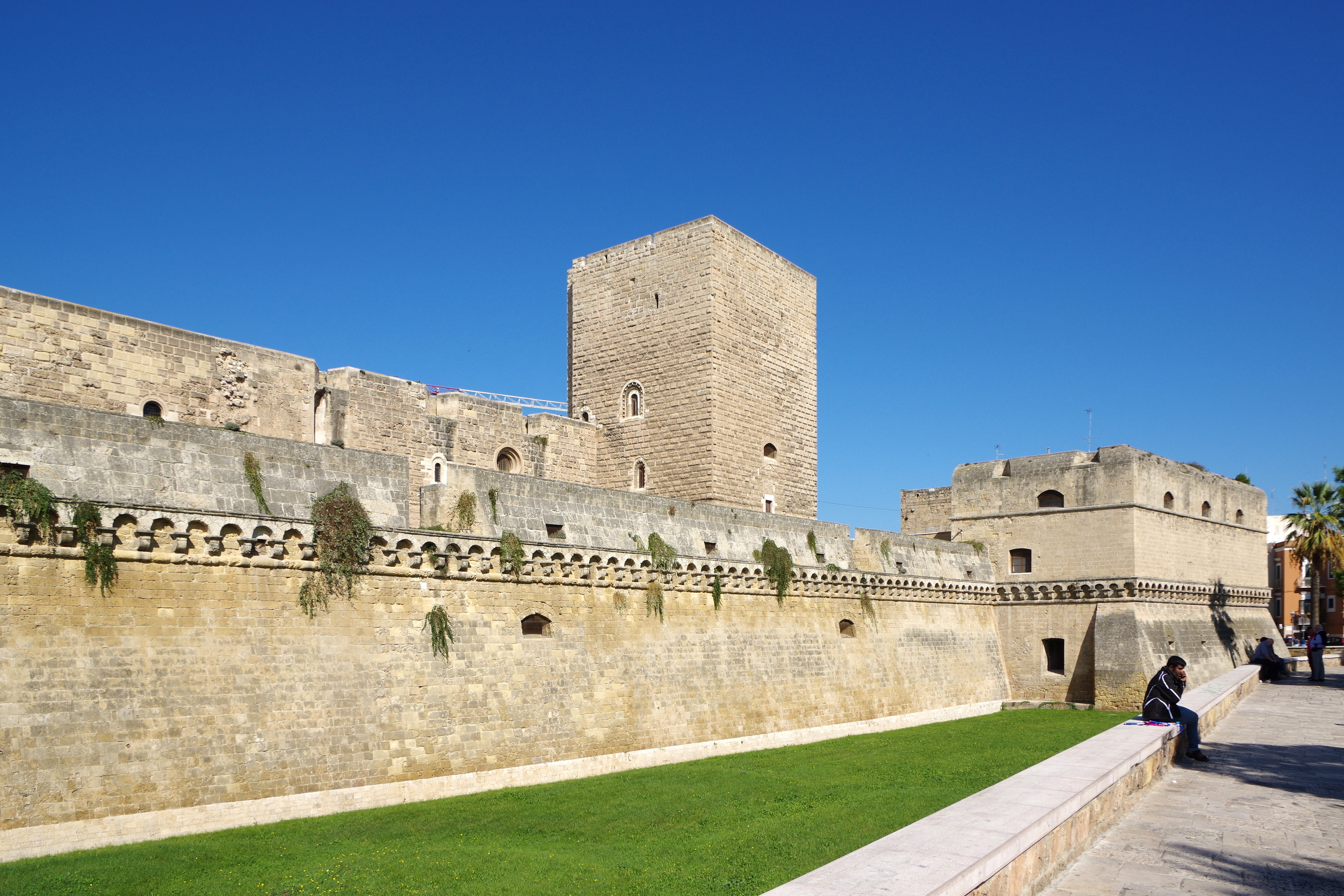
A várkastély

Bari óvárosa (olaszul Città vecchia, am. „régi város”), ismertebb nevén Barivecchia a régi és új kikötő közötti félszigeten fekszik, a régi városfalak által határolt területen. Délen a 19. század elején felépített Città nuova (am. „új város”), ismertebb nevén a Murattiano határolja. Az óváros keleti részén még állnak az egykori városfalak. A keleti part mentén promenád húzódik, viszont a félsziget nyugati partját már a kikötőt kiszolgáló épületek foglalják el. Az óváros labirintusszerű, rendszertelenül szerteágazó utcácskákkal rendelkezik. Két fő tere van, az északi részen a Piazza San Nicola, amely az itt álló katedrális után kapta a nevét, míg a déli rész központi tere a Piazza dell’Odegitria, ahol a San Sabino-katedrális áll. Az óváros délnyugati részét az egykori Stauf-vár tömbje, délkeleti részét pedig két impozáns tér, a Piazza del Ferrarese (a ferrarai kereskedőkről kapta nevét, akiknek itt álltak házaik) és a Piazza Mercantile (a régi piactér) foglalja el. Az óvárost jellegzetes középkori épületek tarkítják, amelyek nagy részén felfedezhetők az apuliai román stílus jegyei. A városnegyed legfőbb látnivalói:
- San Nicola-bazilika
- San Sabino-katedrális
- San Gregorio Armeno-templom
- San Marco dei Veneziani-templom
- San Michele-templom
- Santa Teresa dei Maschi-templom
- Santa Scolastica templom és kolostor
- Érseki palota
- Palazzo del Sedile
- Castello Normanno-Svevo

A San Nicola-bazilika a román kori építészet egyik legszebb példája, az úgynevezett apuliai romanika egyik kiemelkedő alkotása, amelyen a klasszikus, Európa északi területein jellemző román kori stíluselemek elegyednek a bizánci és arab behatásokkal. Otranto, Molfetta, Troia és Bitonto katedrálisaival együtt szerepel azon helyszínek között, amelyeket világörökségnek javasolnak.

### Murattiano

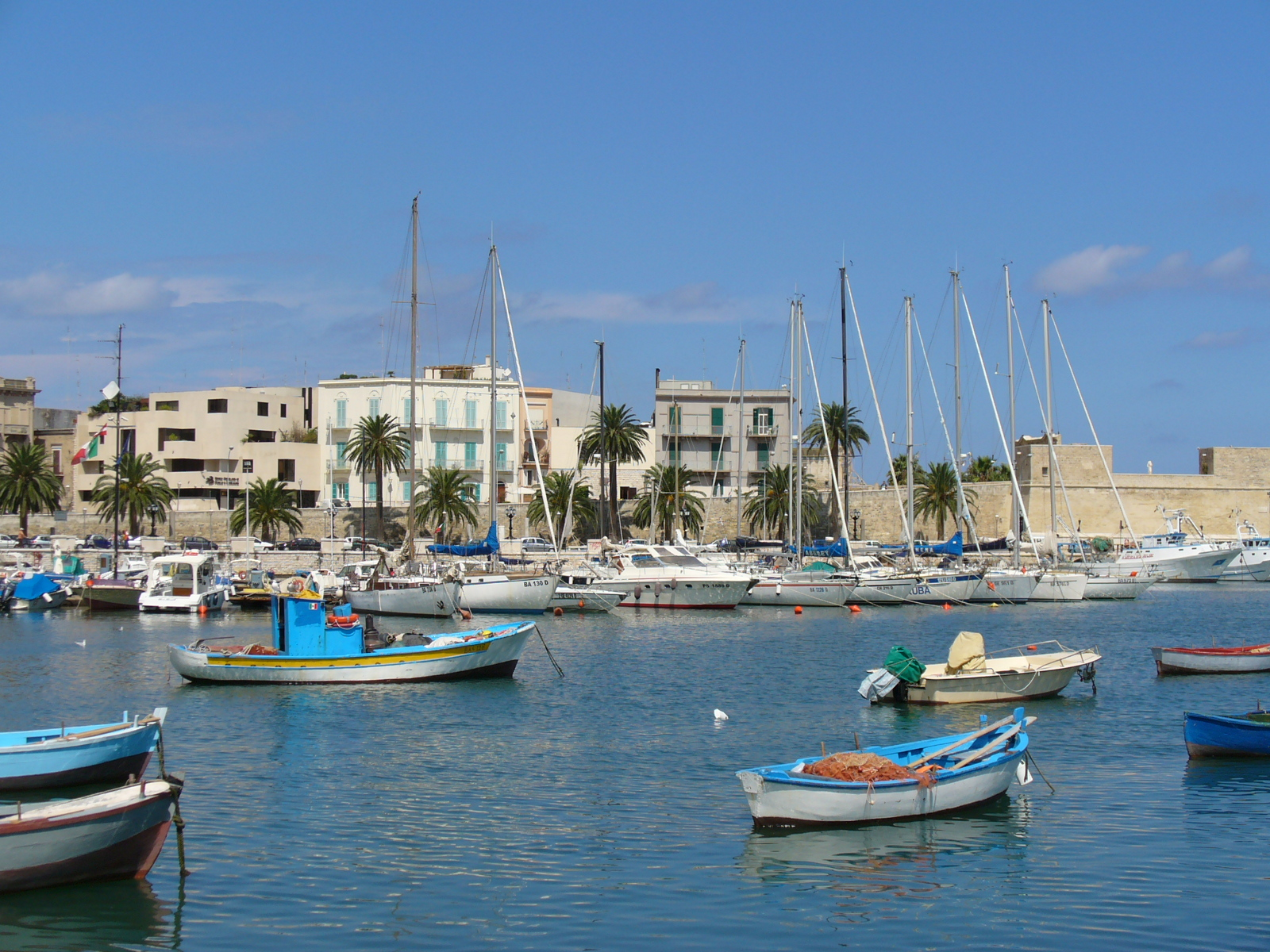
A régi kikötő

A Murat-negyed, ismertebb nevén Murattiano (vagy Città nuova) az óvárostól délre terül el, nevét Joachim Murat nápolyi királyról kapta, aki 1813-ban rendelte el felépítését a város lakásproblémáinak enyhítésére. A gondosan megtervezett, rácsos utcaszerkezetű városrész volt az első negyed, amely a középkori városfalakon kívül épült. Főutcája a Corso Vittorio Emanuele, amelyet pompás, a 19. században épült paloták szegélyeznek. Központi terei a Piazza Garibaldi és a Piazza Umberto I, amelyen a Bari Tudományegyetem hatalmas épülettömbje áll. Délen a vasútvonal határolja. Napjainkban a város legelegánsabb negyedének számít, itt található a fő bevásárlóutcája is, a Via Sparano, luxuscikkeket kínáló boltjaival. A városnegyed legfőbb látnivalói:
- Orosz templom
- Palazzo Ateneo
- Teatro Petruzzelli
- Teatro Piccinni

## Kulturális élet

### Oktatás
A városban három egyetem működik:

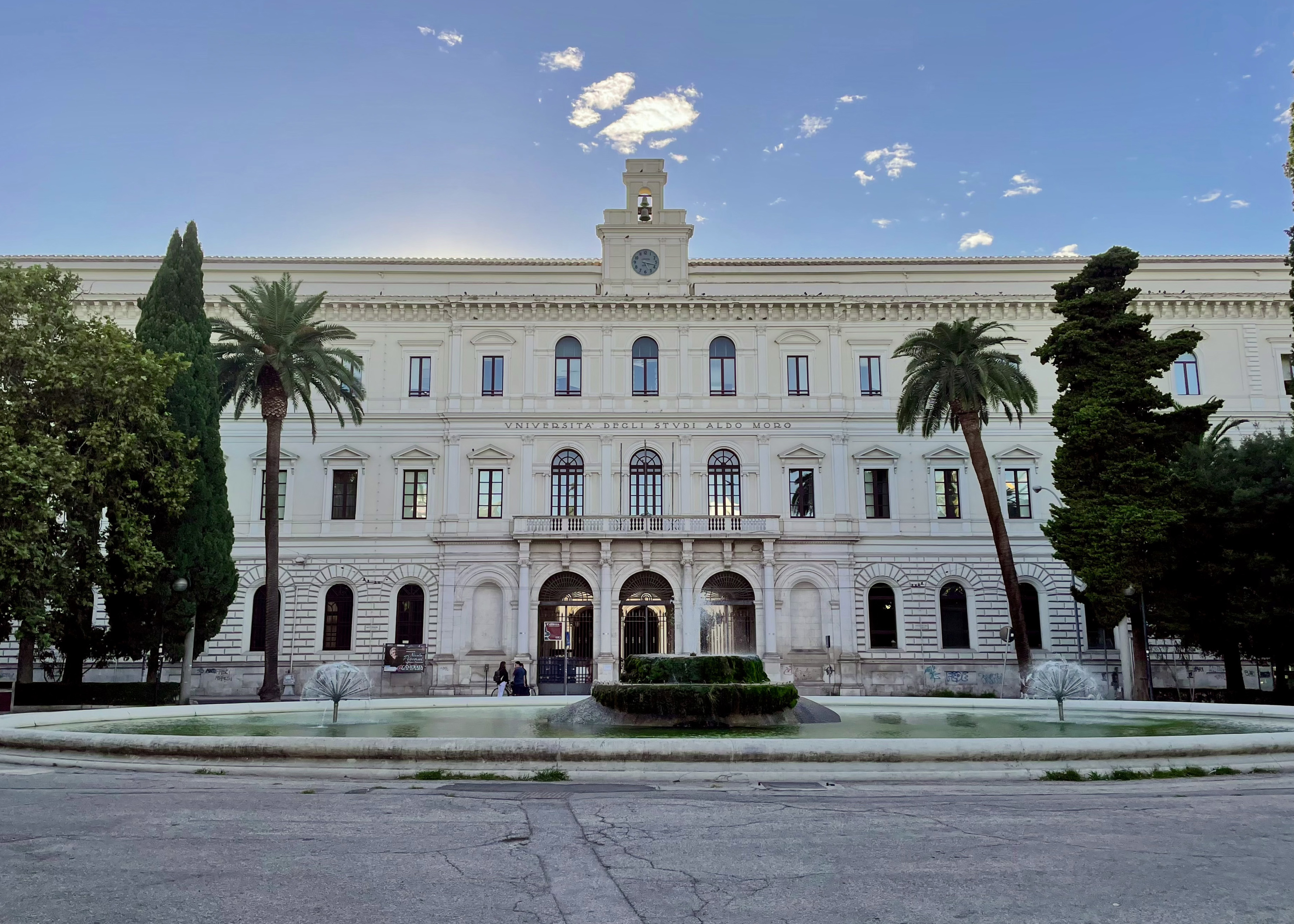
Az egyetem főépülete, a Palazzo Ateneo

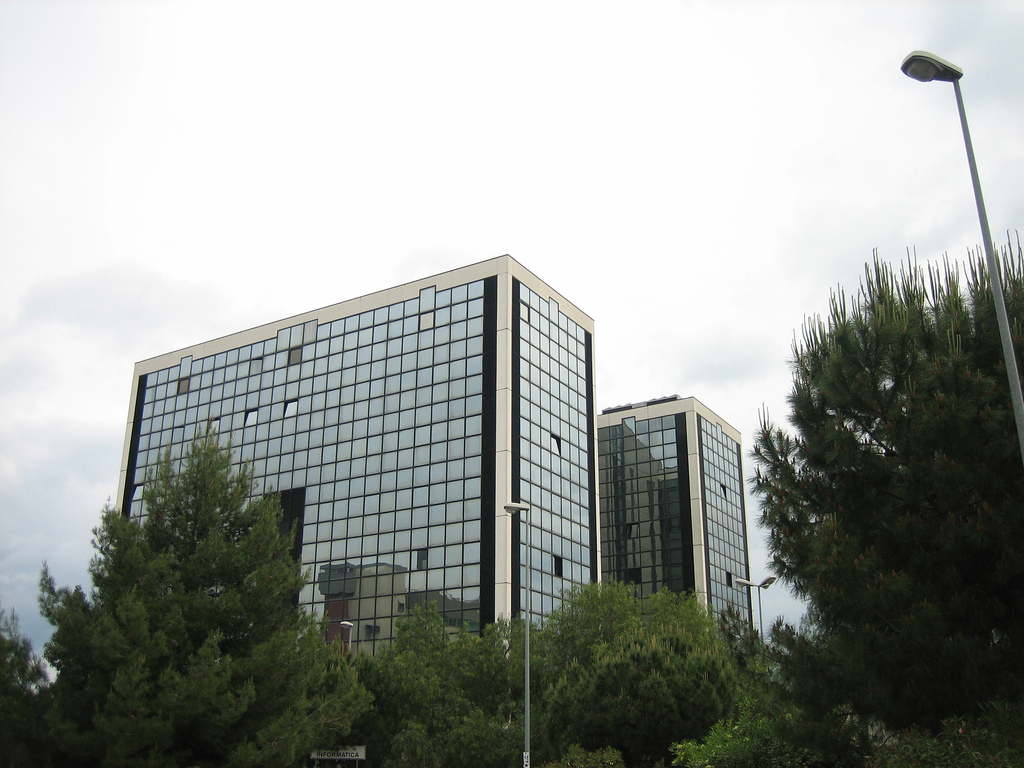
Az egyetem campusa

- A Bari Aldo Moro Tudományegyetem (Università degli Studi di Bari Aldo Moro) közel 60 000 diákkal a város és egyben a régió legjelentősebb felsőoktatási intézménye. 1923-ban alapították. Tarantóban kihelyezett karokat működtet.[35]
- A Bari Műszaki Egyetemet (Politecnico di Bari) 1990-ben alapították. A mérnöki és építész karokon közel 11 000 diák tanul. Szintén működtet kihelyezett karokat Tarantóban.[36]
- A Jean Monnet Mediterrán Szabadegyetem (Libera Università Mediterranea Jean Monnet) a város legfiatalabb felsőoktatási intézménye. A magánegyetemet 1995-ben alapították jogi és gazdasági karokkal.[37]

A városban több tudományos intézet is működik, ezek a Valenzano szomszédságában kiépült egyetemi campuson kaptak helyet. Ezek nagy része a Nemzeti Kutatási Tanács (Consiglio Nazionale delle Ricerche, CNR) égisze alatt működik:
- CNR Mediterrán Mezőgazdasági Intézet
- CNR Automatikai Kutatóintézet
- CNR Kristálytani Intézet
- CNR Élelmiszerkutatási Intézet
- CNR Növénygenetikai Kutatóállomás
- Olasz Nemzeti Nukleáris Fizikai Kutatóintézet
- Finommechanikai Kutatóintézet
- Biotechnológiai Kutatóállomás

További felsőoktatási intézmények a Niccolò Piccini Konzervatórium (Conservatorio di musica Niccolo Piccini), valamint a Szépművészeti Akadémia (Academia di Belle Arti). A városban van 1983 óta a Mediterrán Egyetemek Szövetségének a székhelye, amely több mint 160 egyetemet, felsőoktatási intézményt és kutatóintézetet tömörít a Földközi-tenger vidékének különböző országaiból.

### Múzeumok
A városban számos múzeum működik:
- Museo Archeologico Provinciale (Tartományi Régészeti Múzeum): Az 1895-ben alapított múzeumban ókori, elsősorban a japigok és a rómaiak idejéből származó régészeti leleteket állítottak ki, Bari, Canosa di Puglia, sőt Taranto területéről is. A gyűjteményben bronzkori leletek is láthatók.[44]
- Pinacoteca Provinciale „Corrado Giaquinto” („Corrado Giaquinto” Városi Képtár): 1928-ban alapították. A gyűjtemény alapját helyi szervezetek által összegyűjtött festmények, valamint a nápolyi és római múzeumok adományai képezik. A múzeumnak több részlege van: középkori apuliai festészet (Tuccio d’Andria, Costantino da Monopoli, Andrea Bordone stb.), olasz középkori és reneszánsz festészet (Antonio Vivarini, Giovanni Bellini, Paris Bordon, Paolo Veronese, Jacopo Tintoretto stb.), a nápolyi iskola festészete (Andrea Vaccaio, Luca Giordano, Francesco De Mura, Fedele Fischetti stb.), újkori apuliai festészet (Giuseppe De Nittis, Francesco Netti, Domenico Morelli, Giovanni Boldini, Teofilo Patini stb.), kerámiagyűjtemény és egy fotóművészeti gyűjtemény.[45]
- Museo della Gipsoteca (Gipszmodellek Múzeuma): A várkastély földszintjén található, és a híres pugliai építészeti emlékek gipszből kiöntött kicsinyített vagy életnagyságú másolatainak gyűjteménye. Ezek az 1899-es torinói, valamint az 1900-as párizsi világkiállításokra készültek. Az Olaszország létrejöttének ötvenedik évfordulója alkalmából, 1911-ben rendezett római kiállításon is bemutatták őket.[46]
- Museo Nicolaiano (A San Nicolo-bazilika kincstára): A 2010-ben alapított múzeum révén egyesítették a bazilika kincstárát, valamint a templom építéséről és történetéről szóló kiállítást.[47]
- Museo Diocesano della Cattedrale (Székesegyházi Múzeum): A múzeumban a San Sabino-katedrális, valamint más bari templomok (Santa Teresa dei Maschi, San Gaetano, Santa Chiara) kincseit állították ki, valamint egy 11. századi pergamentekercset, liturgikus húsvéti szöveggel.[48]
- Museo Storico Civico (Várostörténeti Múzeum): A múzeumot 1919-ben létesítették, és elsősorban a város 19–20. századi fejlődését mutatja be korabeli dokumentumok, emléktárgyak, térképek segítségével.[49]
- Museo Etnografico Africa-Mozambico (Afrikai-Mozambiki Néprajzi Múzeum): 1970-ben alapították Afrikából hazatért misszionárius szerzetesek. A kiállítás egy tipikus mozambiki gazdaságot, valamint számos más afrikai országból származó műtárgyat mutat be. Különös hangsúlyt fektet a Mozambik függetlensége elnyerése utáni első évekre.[50]
- Acquario Provinciale (Megyei Akvárium): 1965-ben alapította Bari megye, elsősorban oktatási és kutatási célokra. A nápolyi Dohrn-akvárium után a második legjelentősebb intézmény Dél-Olaszországban. Az elmúlt évtizedekben állapota jelentősen leromlott, jelenleg helyreállításán dolgoznak.[51]
- Istituto Orto Botanico (Botanikus kert): 1955-ben alapította a Bari Tudományegyetem oktatási és kutatási célokra, a régió flórájának tanulmányozására.[52]
- Museo di Zoologia (Állattani Múzeum): Az egyetem keretén belül működő múzeum a régió, Olaszország, valamint Észak-Afrika állatvilágát mutatja be preparátumok révén.[53]
- Museo di Scienze della Terra (Földtudományi Múzeum): Az egyetem keretén belül működő intézmény a Föld keletkezését és történetét, valamint az emberré válás folyamatát mutatja be. Gazdag őslénygyűjteménnyel rendelkezik.[54]
- „C.C. Carducci” Collezione delle Cartoline (C.C. Carducci Képeslapgyűjtemény)[55]
- Museo Sacrario Caduti d’Oltremare (A Tengerentúlon Elesettek Emlékmúzeuma): 1967-ben alapították Bari határában az első és második világháborúban elhunyt hazafiak emlékére.[56]

### Színház és zene

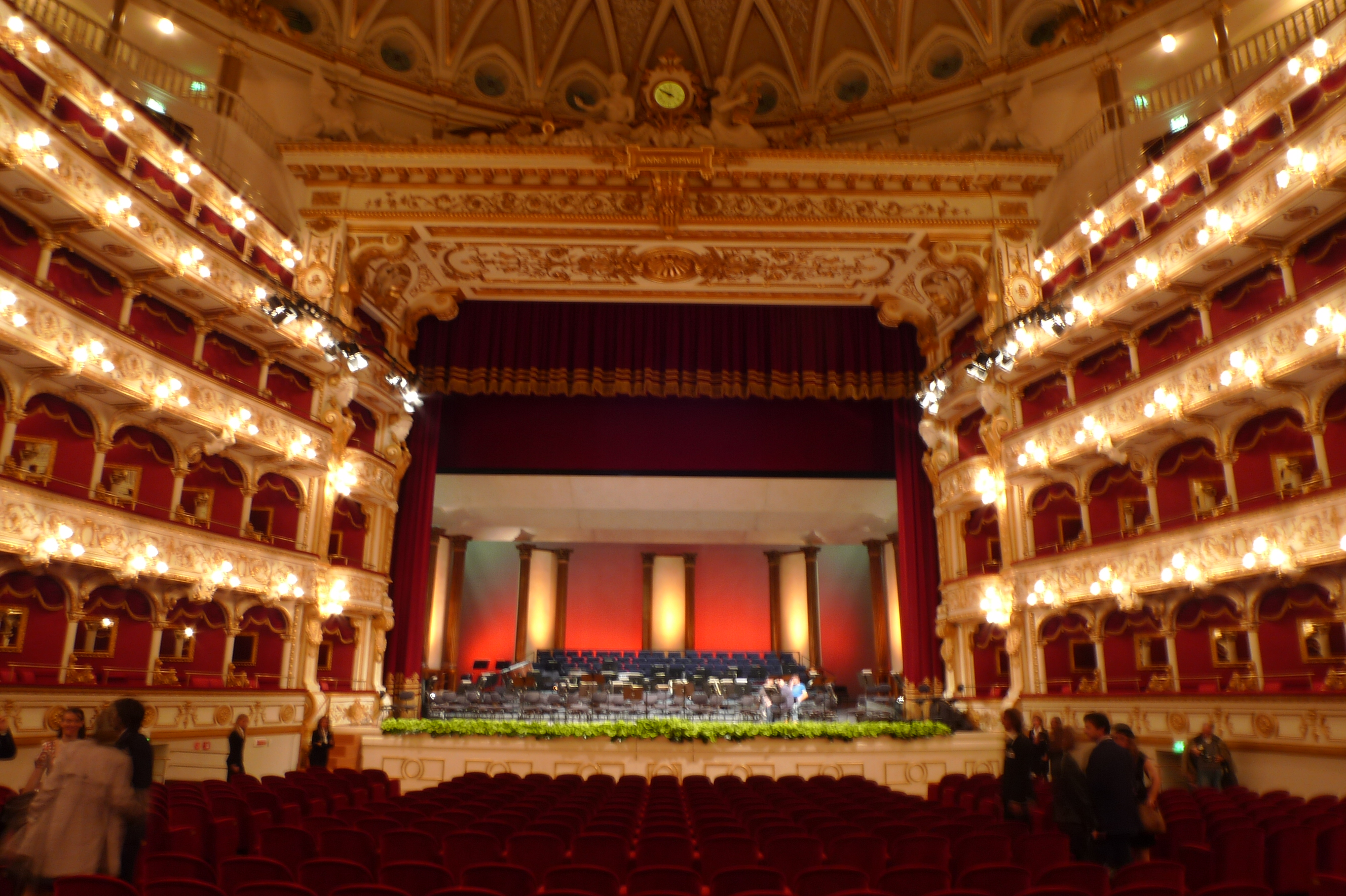
A Teatro Petruzelli

A város leghíresebb színháza a Teatro Petruzzelli, amelyet 1896 és 1903 között építettek. 1903. február 14-én nyitotta meg kapuit Giacomo Meyerbeer A hugenották című operájával. 1991. október 27-ére virradóra leégett, hosszas újjáépítési munkálatok után 2008-ban nyitotta meg újra a kapuit a nagyközönség előtt. A tágas házban opera- és balettelőadásokat tartanak. A város legrégebbi színháza azonban az 1854-ben megépített Teatro Communale Piccinni, amely nevét a város egyik leghíresebb szülöttjéről, a zeneszerző Niccolò Piccinniről kapta, aki a nápolyi barokk zene és az opera buffa egyik kiváló mestere volt.

### Hagyományok

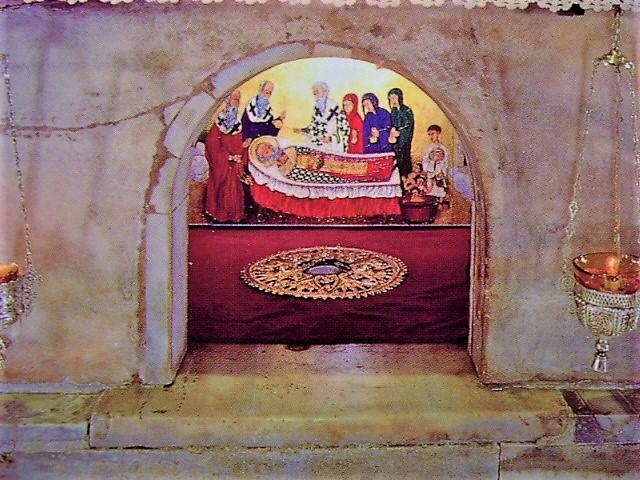
Szent Miklós sírja a bazilikában

A város legjelentősebb ünnepe a Festa di San Nicola a minden évben május 7–10. között, Szent Miklós tiszteletére tartott ünnep. Ekkor zarándokok ezrei látogatnak el Bariba, a szent ereklyéihez. Az ünnepség virrasztással kezdődik a bazilikában és az előtte levő téren. Másnap díszmenetben a mólóra viszik a szent szobrát, ahol a püspök áldást mond, majd a szobrot egy hajón körbeviszik a kikötő öblében. Kora este, szintén pompás díszmenetben, a szobrot visszaviszik a bazilikába. Május 9-én a Piazza del Ferraresén tartanak szentmisét a szent tiszteletére. Ekkor mutatják be a mannacsodát. Szent Miklós csontjaiból egy tiszta váladék folyik, amit minden évben egy urnában gyűjtenek össze, amit aztán a híveknek bemutatnak. Ezt a gyógyító tulajdonságokkal rendelkező mannát vízzel keverik és szétosztják a hívők között, akik vagy isznak belőle, vagy testükre kenik. Az utolsó napon szintén körbeviszik a szent szobrát, ezúttal a Piazza del Ferrarese és a bazilika között. A szent másik ünnepe halálának évfordulóján, december 6-án van.

### Helyi média
| Bariban kiadott napilapok | Televízió                                                                                     | Rádió | Internetes portálok                                                                                             |
| --- | --------------------------------------------------------------------------------------------- | --- | --- |
| - Il Corriere della Sera - La Repubblica - La Stampa - Il Sole 24 Ore - Il Giornale - Il Messaggero - Gazzetta ufficiale - Finanza & Mercati | - RAI (Bari kirendeltség) - Telebari - Antenna Sud - Telenorba - Mediaset (Bari kirendeltség) | - Controradio Bari - Idearadio - RadioBlu Fm - Radio Cattolica - Radio Life - Radio Puglia - Radio Città Futura - L'Altraradio - Radio Antenna Sud | - Bari Sera - Cronaca Bari - La Sesta Provincia Pugliese - Gazzetta del Mezzogiorno Puglia - Quotidiano di Bari |

## Gasztronómia
A bari konyha a helyi adottságoknak megfelelően a tenger gyümölcseire, gabonafélékre és az olívaolajra épül. A jellegzetes tésztafélék az orechiette, recchietelle és strascinate valamint a makaróni és a daragaluska. Jellegzetes receptek a hagymával, kapribogyóval, szardellával és olajbogyóval töltött tésztafélék, a szalonnával és ricottával valamint mozzarellával töltött panzerotti, valamint a tipikus bari focaccia. A húsfélék közül a hal mellett a legnépszerűbb a bárány, sertés és a nyúl. Tipikus bari étel a tiedda sütőben készített rizs, burgonya és kagyló, amely a spanyol uralom idejére vezethető vissza. Bari megyében borvidéknek számít Andria (különösképpen Castel del Monte) vidéke, valamint Alberobello és Locorotondo.

## Politika
A város élén 1945 és 1995 között kisebb megszakításokkal kereszténydemokrata polgármesterek álltak, ekkor a város képviselőtestületet választotta meg a polgármestereket.
1995 óta közvetlenül választanak polgármestereket:
- 1995- 2004: Simeone Di Cagno Abbrescia - Forza Italia
- 2004 - 2014: Michele Emiliano - Baloldali Demokraták / Demokrata Párt
- 2014 óta : Antonio Decaro - Demokrata Párt

## Sport
Bari labdarúgócsapata az 1908-ban alapított és az olasz Serie A-ban játszó AS Bari. A csapat a San Nicola stadionban játszik, amelyet 1987–1990 között építettek fel Renzo Piano tervei szerint az 1990-es labdarúgó-világbajnokságra. A stadiont különleges alakja miatt az Astronave (jelentése űrhajó) becenévvel is illetik. Sportesemények mellett atlétikai versenyeknek és könnyűzenei koncerteknek is otthont ad. A város régi stadionját, az Arena della Vittoriát 1930–1934 között építették, majd 1996–1997 között újították fel.
További sportegyesületek:
- Payton Bari ASD: 1976-ban alapított vízilabdacsapat. Az egyesület úszásoktatással is foglalkozik.[67]
- AS Rugby Bari: A város 1980-ban alapított rögbicsapata. 2011-ben a nemzeti harmadosztályban játszanak.[68]
- Bari Vogatori 1894: 2006-ban alapított evezőscsapat.

## Gazdaság

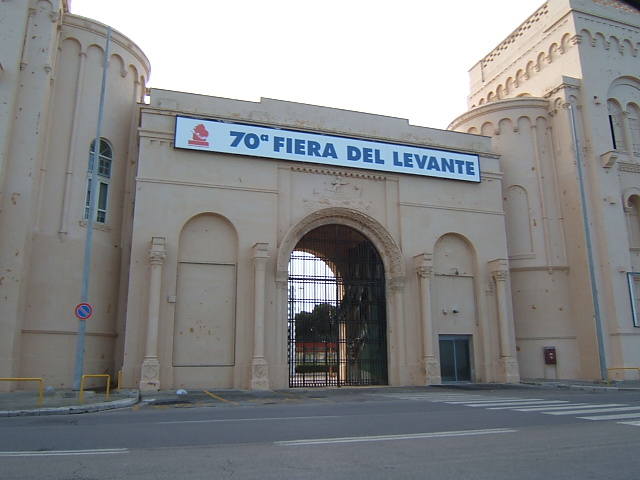
A Fiera del Levante bejárata

Nápoly után Bari rendelkezik a második legfejlettebb gazdasággal Dél-Olaszországban, köszönhetően stratégiai helyzetének és kikötőjének. Bari Puglia régió legfejlettebb gazdasági központja, és itt a legmagasabb a régióban az egy főre jutó jövedelem is. A munkanélküliségi ráta is a régió átlaga (14%) alatti, 10-12% között van.
Noha Bari gazdaságának jelentős részét a kereskedelmi szektor adja, az iparnak is fontos szerepe van. A pugliai gazdaság, különösképpen az ipar, a Bari–Taranto–Brindisi háromszögben, azaz a régió középső részén koncentrálódik. Míg Taranto iparának húzóágazatai a hajógyártás és a fémgyártás, addig Bariban inkább a könnyűipari ágazatok honosodtak meg. A városban az autóipar számára gyártanak finommechanikai termékeket. Bariban található a legnagyobb olaszországi német ipari park. A legjelentősebb vállalatok a Magneti Marelli, a Bosch és a Getrag.
A városban és a tőle északra fekvő településeken (Bitonto, Andria, Corato, Minervino, Ruvo, Terlizzi, Trani) jelentős a textilipar és a cipőipar. Bariban és környékén számos kis- és középvállalkozás tevékenykedik az élelmiszeriparban, amely a helyi mezőgazdasági termékeket dolgozza fel. Különösen a tésztafélék készítése és az olívaolaj előállítás jelentős.
A turizmus kevésbé jelentős, és inkább a Barletta és Ostuni között húzódó tengerparti településekre, valamint az altamurai karsztvidékre jellemző.
| Hozzáadott érték           | Hozzáadott érték           | Hozzáadott érték | Hozzáadott érték | Hozzáadott érték |
| -------------------------- | -------------------------- | ---------------- | ---------------- | ---------------- |
| Ágazat                     |                            |                  |                  | százalék         |
| Ipar (Olaszország)         | Ipar (Olaszország)         |                  | 21,5%            | 21,5%            |
| Ipar (Bari megye)          | Ipar (Bari megye)          |                  | 15,4%            | 15,4%            |
| Mezőgazdaság (Olaszország) | Mezőgazdaság (Olaszország) |                  | 2,5%             | 2,5%             |
| Mezőgazdaság (Bari megye)  | Mezőgazdaság (Bari megye)  |                  | 3,9%             | 3,9%             |
| Építőipar (Olaszország)    | Építőipar (Olaszország)    |                  | 5,0%             | 5,0%             |
| Építőipar (Bari megye)     | Építőipar (Bari megye)     |                  | 5,6%             | 5,6%             |
| Szolgáltatás (Olaszország) | Szolgáltatás (Olaszország) |                  | 70,9%            | 70,9%            |
| Szolgáltatás (Bari megye)  | Szolgáltatás (Bari megye)  |                  | 75,1%            | 75,1%            |
| 2003. évi adatok.          |                            |                  |                  |                  |

| Foglalkoztatottság            | Foglalkoztatottság            | Foglalkoztatottság | Foglalkoztatottság | Foglalkoztatottság |
| ----------------------------- | ----------------------------- | ------------------ | ------------------ | ------------------ |
| Ágazat                        |                               |                    |                    | százalék           |
| Ipar (Olaszország)            | Ipar (Olaszország)            |                    | 22,5%              | 22,5%              |
| Ipar (Bari megye)             | Ipar (Bari megye)             |                    | 18,3%              | 18,3%              |
| Mezőgazdaság (Olaszország)    | Mezőgazdaság (Olaszország)    |                    | 4,4%               | 4,4%               |
| Mezőgazdaság (Bari megye)     | Mezőgazdaság (Bari megye)     |                    | 7,0%               | 7,0%               |
| Építőipar (Olaszország)       | Építőipar (Olaszország)       |                    | 8,2%               | 8,2%               |
| Építőipar (Bari megye)        | Építőipar (Bari megye)        |                    | 12,2%              | 12,2%              |
| Egyéb szektorok (Olaszország) | Egyéb szektorok (Olaszország) |                    | 64,9%              | 64,9%              |
| Egyéb szektorok (Bari megye)  | Egyéb szektorok (Bari megye)  |                    | 62,5%              | 62,5%              |
| 2003. évi adatok.             |                               |                    |                    |                    |

### Fiera del Levante
A monumentális Fiera del Levante vásárközpontot 1929-ben hozta létre a megyei kereskedelmi kamara. Az első kiállításra 1930-ban került sor. A 300 000 négyzetméter területen elterülő vásárközpontban évente több mint 30 nemzetközi jelentőségű tematikus vásárt tartanak. A Fiera del Levante létrehozásának elsődleges célja a dél-olaszországi gazdaság megismertetése és gazdasági kapcsolatok kiépítése a Balkán, Közel-Kelet és Észak-Afrika országaival.

## Közlekedés

### Távolsági közlekedés

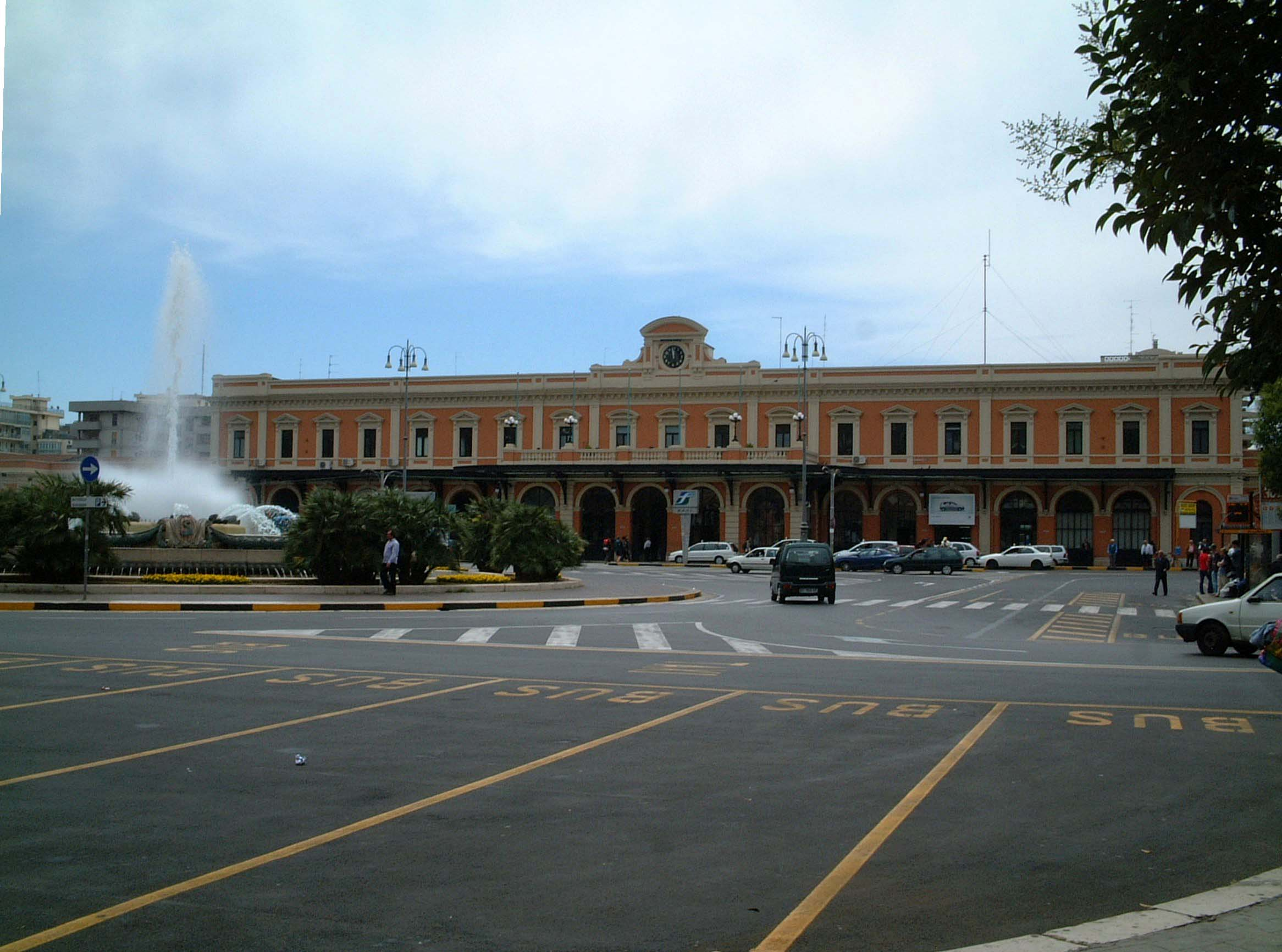
Bari főpályaudvara

Barit érinti az A14-es (Autostrada Adriatica) Bolognát Tarantóval összekötő autópálya. Nápoly felől az A16-os autópályán közelíthető meg, amely a szomszédos Canosa di Pugliában ér véget. A várostól északnyugatra fekvő településekkel az SS16-os országos főút köti össze, illetve az SS16bis, amely nem halad át a településeken, csak érinti ezeket. Az SS16 folytatódik délkeleti irányban és biztosítja a kapcsolatot Monopolival Lecce irányába. Az SS96-os főút Bariból indul Modugno és Altamura irányába, míg Tarantóval köti össze Gioia del Collén át.
Bari jelentős vasúti csomópont. Központi pályaudvara a Bari Centrale. A nemzeti vasúttársaság (Ferrovie dello Stato) kapcsolatban van Olaszország többi nagyvárosával. A nagysebességű Eurostar Italia vonatok kétórás gyakorisággal kötik össze Velencével, Anconán és Bolognán keresztül, négyórás gyakorisággal pedig Torinóval Nápolyon és Rómán át. Mindössze két Barit érintő vasútvonal (Ancona–Lecce és Bari–Taranto) van a nemzeti vasúttársaság tulajdonában, a többit magán-vasúttársaságok üzemeltetik. A Ferrovie del Sud Est vasúttársaság üzemelteti a Bari–Martina Franca–Taranto és Bari–Casamassima–Putignano vonalakat. A Ferrotramviaria– Ferrovie del Nord Barese révén Bari összeköttetésben áll Barlettával Bitontón, Ruvo di Puglián és Andrián át. A Ferrovie Appulo-Lucane a Bari–Altamura–Matera vasútvonalat üzemelteti.
Bari kikötője az egyik legjelentősebb olasz kikötő, és hagyományosan Európa-kapujának nevezik, mivel innen indulnak a Balkán-félsziget és Közel-Kelet felé a hajójáratok. A legfontosabb célállomások: Fiume, Stari Grad, Korčula, Dubrovnik (Horvátország), Durrës (Albánia), Bar(Montenegró), Pátra, Korfu (Görögország).
A Bari-Palesei vagy Karol Wojtyla repülőtér a várostól északra, a Palese-Macchie negyed területén fekszik. 2005-ben, az új terminál átadása után nevezték el II. János Pál pápáról. Összeköttetésben van a legfontosabb európai repülőterekkel, de diszkont légitársaságok is igénybe veszik.

### Közösségi közlekedés

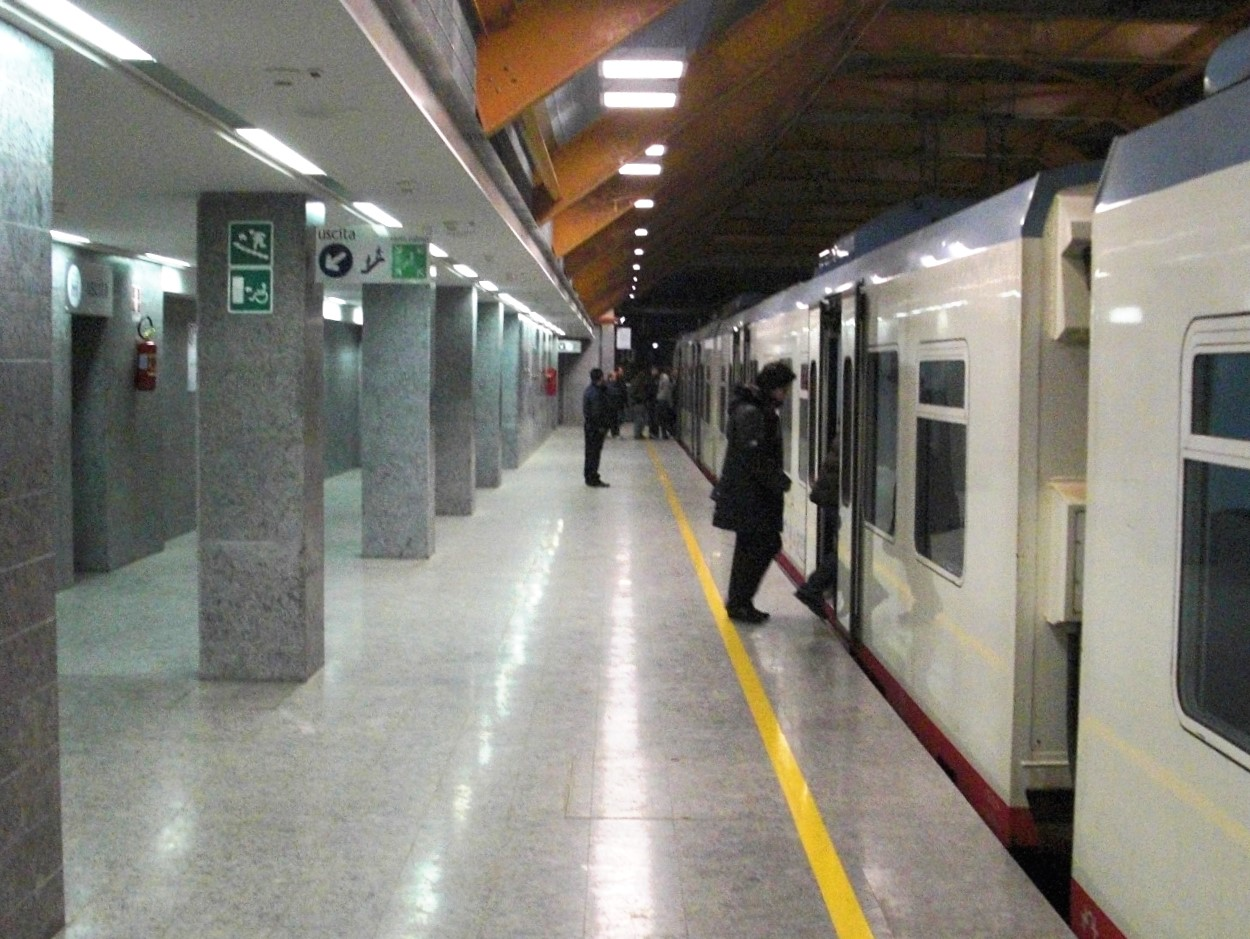
A bari metró

Bari közösségi közlekedésének alapját egy 38 járatból álló buszhálózat képezi, amelyeket az AMTAB S.p.a. (Azienda Mobilità e Trasporti Bari Servizio) vállalat üzemeltet. A fő közlekedési csomópont a vasútállomás előtti Piazza Aldo Moro. Mivel az óváros nagy része gyalogos övezet, csak a tengerparti sétányon közlekedő buszvonalak révén közelíthető meg.
Az első trolibusz 1939-ben indult el. A nyolc vonalból álló hálózatot 1975-ben felszámolták, majd néhány vonalat újra megnyitottak az 1970-es évek végén, 1980-as évek elején. 1990-ben az AMTAB felújíttatta a 4-es számú vonalat. Jelenleg a többi vonal újraindításán dolgoznak.
2008 decemberében adták át a forgalomnak a bari gyorsvasút (vagy metró) (Ferrovia Metropolitana 1) első vonalát, amelyet a Ferrovie del Nord Barese magán-vasúttársaság üzemeltet. A kilenc megállóval rendelkező vonal nagyrészt viadukton halad, és a főpályaudvart köti össze a San Paolo negyeddel. A nemzeti vasúttársaság a főpályaudvaron kívül még nyolc állomást üzemeltet, amelyeken a környező településekre közlekedő személyvonatok megállnak. Jelenleg építés alatt áll a második vonal, amely a központot a repülőtérrel köti össze.
Az olasz vasúttársaság (Trenitalia) által üzemeltetett vasútvonalaknak is fontos szerepe van a város tömegközlekedésében. Két vonalat üzemeltet: az egyik észak-dél irányban átszeli a várost, míg a második Modugnóig közlekedik a főpályaudvarról.

## Híres bariak
| - Dino Abbrescia, színész - Giovanni Alemanno, politikus - Emanuele Arciuli, zongoraművész - Marco Armani, énekes zeneszerző - Ettore Bassi, színész, műsorvezető - Luciano Canfora, filozófus, történész - Giuseppe Caldarola, újságíró - Vincenzo Cantatore, ökölvívó - Gianrico Carofiglio, író, politikus - Antonio Cassano, labdarúgó - Gianni Ciardo, színész, énekes - Salvatore Cognetti de Martiis, közgazdász - Nicola Conte, DJ, zeneszerző - Raffaele Costantino, labdarúgó - Araldo di Crollalanza, újságíró, politikus - Franco Giordano, politikus - Alfredo Giovine, író - Giovanni Laterza, könyvkiadó - Gaetano Latilla, zeneszerző - Vito Lattanzio, politikus - Pietro Lombardi, birkózás | - Bari Maius, admirális - Vito Maurogiovanni, író, dramaturg - Marco Misciagna, brácsás és hegedűművész - Aldo Moro, politikus - Raffaele Nigro, író, dramaturg - Anna Oxa, énekes - Checco Zalone, komikus, zenész - Armando Perotti, író, költő - Gennaro Picinni, festő - Niccolò Piccinni, zeneszerző - Gianluca Pozzi, teniszező - Salvatore Rino Formica, politikus - Sergio Rubini, rendező, színész - Gaetano Salvemini, történész, író - Lunetta Savino, színész - Sforza Bona lengyel királyné - Emilio Solfrizzi, színész - Antonio Stornaiolo, színész - Domenico Triggiani, író, dramaturg - VI. Orbán pápa, Bari püspöke - Nichi Vendola, politikus - Nicola Vernola, politikus |

## Bari a mozivásznon
A városban számos filmet forgattak:
| - La macchina ammazzacattivi (1952) - Az esnapuri tigris (Der Tiger von Eschnapur, 1959) - Maciste all'inferno (1962) - Zorro jele (Il segno di Zorro, 1963) - Az erényöv (La Cintura di castità 1968) - Polvere di stelle (1973) - Patroclooo!... e il soldato Camillone, grande grosso e frescone (1973) - Flavia, la monaca musulmana (1974) - Classe mista (1976) - La legge violenta della squadra anticrimine (1976) - Starcrash (1978) - La liceale seduce i professori (1979) - Quello strano desiderio (1979) - L'infermiera di notte (1979) - Alien 2 - Sulla terra (1980) | - Nosztalgia (Nostalghia, 1983) - Szombat, vasárnap és hétfő (Sabato, domenica e lunedì, 1990) - Matrimoni (1998) - Davide nyara (L'estate di Davide, 1998) - Tutto l'amore che c'è (2000) - LaCapaGira (2000) - Lovagok hőstette (I cavalieri che fecero l'impresa, 2001) - A sógorom (Mio cognato, 2003) - Il passato è una terra straniera (2008) - Aprile (2008) - Bastardi (2008) - A mumus (L'uomo nero, 2009) - Il ritorno di Ulisse (2010) - Il villaggio di cartone (2011) |

## Testvérvárosai
| - Banja Luka - Bologna - Durrës - Kanton | - Korfu - Mar del Plata - Pátra |